# Nycticeius
Nycticeius is een geslacht van zoogdieren uit de familie van de gladneuzen (Vespertilionidae). De wetenschappelijke naam van het geslacht werd in 1819 gepubliceerd door Constantine Samuel Rafinesque-Schmaltz.

## Soorten
Er worden 3 soorten in dit geslacht geplaatst:
- Nycticeius aenobarbus (Temminck, 1840)
- Nycticeius cubanus (Gundlach, 1861)
- Nycticeius humeralis (Rafinesque, 1818)